# Wielka Synagoga w Jełgawie
Wielka Synagoga w Jełgawie (łot. Jelgavas lielā sinagoga), również Synagoga Chóralna w Jełgawie (łot. Horālā sinagoga) – nieistniejąca synagoga, która znajdowała się przy skrzyżowaniu ulic Ūdens i Upes (obecnie Ūdens i bulwar Jāņa Čakstesa) w Jełgawie na Łotwie, w pobliżu brzegu rzeki Driksa. Synagoga została wzniesiona w latach 60. XIX wieku i zniszczona w 1941 roku podczas okupacji niemieckiej Łotwy w czasie II wojny światowej.

## Historia
W połowie XIX wieku przy skrzyżowaniu ulic Ūdens i Upes (dzisiejszy bulwar Jāņa Čakstesa) funkcjonowała druga synagoga miejska. Obiekt ten pierwotnie nosił nazwę „Bikkur Holim”, nawiązującą do nazwy stowarzyszenia zajmującego się opieką nad chorymi, które było odpowiedzialne za jej utrzymanie. Z czasem świątynię zaczęto określać „Wielką Synagogą”. Rabinem synagogi w latach 1829–1898 był Salomon Puchers.
Budowla przechodziła wielokrotne przebudowy. W latach 60. XIX stulecia, po nabyciu gruntów, wzniesiono nową synagogę, które architektem był Otto Dietze. Nowoczesna architektura synagogi budziła kontrowersje wśród żydowskiej społeczności. Dotyczyły między innymi wprowadzenia chóru podczas nabożeństw.
W 1877 roku powstał kolejny dom modlitwy, usytuowany w sąsiedztwie istniejącej świątyni. Projekt nowego obiektu opracował architekt Oskars Bārs. Budynek charakteryzowała zielona kopuła, która stała się rozpoznawalnym elementem krajobrazu nabrzeża Driksas. Budynek określano mianem „nowej synagogi”. Wcześniejsza Wielka Synagoga znajdowała się na terenie ogrodu za nowszą świątynią. Wczesne źródła i pocztówki czasem mylnie przypisywały miano „Wielkiej Synagogi” nowemu budynkowi z kopułą.
Wielka Synagoga została przebudowana w latach 1934–1939. W 1939 roku liczba członków gminy wyznaniowej korzystającej z synagogi wynosiła 671 osób.
29 czerwca 1941 miasto zostało zajęte przez wojska niemieckie w trakcie II wojny światowej. Wszystkie żydowskie domy modlitwy w mieście zostały zniszczone w wyniku podpaleń. Synagoga została spalona 3 lipca 1941 roku wraz z kilkoma Żydami oraz rabinem Leonsem Ovčinskisem wewnątrz. Jesienią tego roku usunięto pozostałości budynków, co zostało przedstawione jako „ostateczne oczyszczenie miasta z wszelkich śladów obecności Żydów”. Współcześnie na miejscu dawnej synagogi znajduje się część zabudowy Wydziału Technicznego Łotewskiego Uniwersytetu Nauk Biologicznych i Technologii.